# حقوق الإنسان في النمسا
تُحترم حقوق الإنسان في النمسا بصورة عامة من قبل الحكومة، ومع ذلك هناك مشاكل في بعض المناطق. هناك بعض التقارير عن سوء معاملة الشرطة واستخدام القوة غير المبررة ضد السجناء. وقعت حوادث معاداة السامية، وتشمل الهجمات الجسدية والتنابز بالألقاب وإتلاف الممتلكات ورسائل التهديد والمكالمات الهاتفية ومنشورات الإنترنت خلال العام. هناك بعض التمييز الحكومي والمجتمعي ضد الآباء المسيحيين والمسلمين وأعضاء الجماعات الدينية الأخرى غير المعترف بها، وخاصة تلك التي تُعتبر «طوائف». وهناك حوادث ارتكبها نازيون جدد واتباع التطرف اليميني وحوادث مرتبطة بظاهرة رهاب الأجانب. وأيضاً بقي ملف الاتجار بالنساء والأطفال لأغراض الدعارة والعمل مشكلةً.

## احترام سلامة الشخص

### التحرر من الحرمان التعسفي أو غير القانوني من الحياة
لا يوجد تقارير تفيد بأن الحكومة أو عملاءها ارتكبوا أعمال قتل تعسفية أو غير قانونية.
في أغسطس، وجدت محكمة في فيينا أن أربعة من النخبة من أعضاء وحدة الشرطة «الشرطة التكتيكية التابعة لوزارة الداخلية الفيدرالية النمساوية» مذنبون لتعذيبهم طالب اللجوء الغامبي باكاري ج. وإصابة آخرين بجروح خطيرة في وقت سابق من العام خلال ترحيلهم. تلقى ثلاثة من ضباط الشرطة أحكاماً مع وقف التنفيذ لمدة ثمانية أشهر، وأُعطي الضابط الرابع حكماً لمدة ستة أشهر مع وقف التنفيذ. انتقد الفصل النمساوي من منظمة العفو الدولية الحكم باعتباره متساهلاً للغاية.
في أغسطس، ادعى محامي طالب لجوء نيجيري أن الشرطة النمساوية آذته جسدياً أثناء ترحيله القسري. وقع الحادث في فرانكفورت في ألمانيا بعد أن رفض النيجيري ركوب طائرة متجهة إلى نيجيريا.

### حالات الاختفاء
لا توجد تقارير عن حالات اختفاء ذات دوافع سياسية.

### التحرر من التعذيب وغيره من المعاملة المهينة والقاسية واللاإنسانية أو العقوبة
يحظر القانون النمساوي مثل هذه الممارسات، ومع ذلك هناك تقارير تفيد بأن الشرطة ضربت وأساءت معاملة الأشخاص.
أبلغت لجنة مناهضة التعذيب التابعة لمجلس أوروبا في عام 2005 عن «عدد كبير» من الادعاءات عن معاملة الشرطة السيئة للمحتجزين الجنائيين. حققت وزارة الداخلية في هذه القضايا لكنها خلصت إلى أنه لا يمكن التحقق من أي اتهامات. 
خلال العام واصلت الحكومة رفض طلب سلطات كوسوفو تسليم ضابط شرطة أدين غيابياً في قضية تعذيب أثناء خدمته في الشرطة المدنية الدولية في كوسوفو في عام 2003. استدعت الحكومة الضابط من كوسوفو، لكنها سمحت له بالبقاء في الخدمة أثناء التحقيق. وعقب التحقيق، فُصِل الضابط من وظيفته السابقة في وزارة الداخلية وخُفِضت رتبته إلى رتبة أدنى. أغلقت الحكومة القضية رسمياً في أكتوبر.
لم تكن هناك تقارير خلال العام تفيد بأن مسؤولي الجيش أساءوا معاملة المجندين. ومع ذلك، في أغسطس 2017 توفي مجند خلال الزحف. بعد هذا الحدث، كشف بعض المجندين السابقين أنهم تعرضوا للتخويف والإذلال أثناء خدمتهم.

### أوضاع مراكز الاحتجاز والسجون
تُحقق أوضاع السجون عموماً المعايير الدولية في العديد من المناطق، وسمحت الحكومة بزيارات من قبل مراقبي حقوق الإنسان المستقلين. انتقد تقرير صادر عن المجلس الاستشاري لحقوق الإنسان في مايو صراحةً شروط ما قبل الترحيل في عام 2005 ووصفها بأنها «مشكوك فيها من وجهة نظر حقوق الإنسان»، وأحياناً «غير مطابقة لمعايير حقوق الإنسان».
انتقد بعض مراقبي حقوق الإنسان سجن المجرمين غير العنيفين، مثل الأشخاص الذين ينتظرون الترحيل، لفترات طويلة في زنازين منفردة أو منشآت غير مؤهلة مصممة للاحتجاز المؤقت. في عام 2005، أشارت لجنة منع التعذيب أنه لم يُفصل الأحداث دوماً عن البالغين في سجن لينز.

### التحرر من الاحتجاز أو الاعتقال التعسفي
يحظر القانون الاحتجاز والاعتقال التعسفي، والتزمت الحكومة عموماً بهذه المحظورات، ومع ذلك فإن التطبيق الصارم لقوانين التشهير يميل إلى دحض التقارير عن سوء معاملة الشرطة.
توجد في البلاد قوة شرطة مسؤولة عن الحفاظ على الأمن الداخلي. تتبع الشرطة لوزارة الداخلية، بينما يتبع الجيش الذي يقع على عاتقه الأمن الخارجي لوزارة الدفاع. عموماً فإن الشرطة مدربة جيداً ومنضبطة. في 31 أغسطس، تلقى كبير ضباط شرطة فيينا، إرنست جيجر، عقوبة مع وقف التنفيذ لمدة ثلاثة أشهر لانتهاكه قواعد السرية. زُعم أن جيجر أبلغ صاحب الساونا بمداهمة قادمة للشرطة في 9 مارس. أُوقِف رولاند هورنجشر، كبير مسؤولي الشرطة في فيينا، عن العمل في منصبه في 9 أغسطس، ويواجه تهماً بقبول هدايا غير لائقة وإساءة استخدام منصبه للاشتباه في تسريب معلومات إلى الصحفيين. أظهرت الإحصاءات الحكومية لعام 2005 وجود 1047 شكوى عامة ضد مسؤولي الشرطة الفيدرالية، أُسقِطت 960 شكوى. في 18 قضية قضائية، أدين ضابطان باستخدام القوة غير المبررة، وعُلقت قضيتان لنهاية العام. يبدو أن بعض أعمال عنف الشرطة كانت بدوافع عنصرية. استمرت المنظمات غير الحكومية وغيرها من الجماعات في انتقاد الشرطة لاستهدافها الأقليات. خلال العام، أجرت وزارة الداخلية برامج تدريب على الحساسية العنصرية لأكثر من 2000 من رجال الشرطة وغيرهم من المسؤولين بمساعدة المنظمات غير الحكومية. يُراقب المجلس الاستشاري لحقوق الإنسان احترام الشرطة لحقوق الإنسان ويقدم توصيات إلى وزير الداخلية. أصدر المجلس خلال العام العديد من التوصيات لتحسين معالجة قضايا ما قبل الترحيل وجنوح الأحداث.
ينصّ القانون في القضايا الجنائية على التحقيق أو الاحتجاز قبل المحاكمة لمدة تصل إلى 48 ساعة، يجوز لقاضي التحقيق أن يقرر خلال تلك الفترة الموافقة على طلب ادعاء بالاحتجاز لمدة تصل إلى عامين في انتظار استكمال التحقيق. يحدد القانون الأسس المطلوبة لمثل هذا الاحتجاز التحقيقي وشروط الكفالة. يُطلب من قاضي التحقيق تقييم هذا الاحتجاز دورياً. يوجد نظام الكفالة. احترمت الشرطة والسلطات القضائية هذه القوانين في الممارسة العملية. للمحتجزين أيضاً مقابلة سريعة مع محامٍ، أشارت اللجنة الأوروبية لمنع التعذيب في عام 2004 أنه يمكن تعيين محامٍ بحكم منصبه للمشتبه فيهم جنائياً الذين يفتقرون إلى موارد مالية للدفع مقابل الخدمات القانونية فقط بعد قرار المحكمة احتجازهم، أي بعد 96 ساعة من اعتقالهم.

### توافر المحاكمات العامة العادلة
ينص القانون على استقلال القضاء، واحترمت الحكومة بشكل عام هذا البند في الممارسة العملية.
يتألف نظام المحاكم من المحاكم المحلية والإقليمية والإقليمية العليا، إضافة إلى المحكمة العليا. المحكمة العليا هي أعلى هيئة قضائية، في حين تعمل المحكمة الإدارية بصفتها هيئةً مشرفة على الأعمال الإدارية للسلطة التنفيذية. ترأس المحكمة الدستورية القضايا الدستورية.
ينصّ القانون على الحق في محاكمة عادلة، وينفذ القضاء المستقل هذا الحق عموماً. يوفر نظام المراجعة القضائية إمكانيات واسعة للاستئناف. يجب أن تكون المحاكمات علنية وتجري شفهياً. يُعتبر الأشخاص المتهمون بارتكاب جرائم جنائية بريئين حتى تثبت إدانتهم. المدعى عليهم لهم الحق في الحضور أثناء المحاكمات. على الرغم من أنه من المفترض توفير محامي مصلحة عامة للمتهمين المعوزين، وجدت لجنة منع التعذيب في تقريرها لعام 2004 أنه لا يوجد عدد كافٍ من المحامين في المسائل الجنائية، وأن الترتيبات المالية غير كافية وأن المحامين غير متاحين على مدار الساعة. وخلص التقرير إلى أنه نظراً لعدم وجود نظام فعال للمساعدة القانونية المجانية للأشخاص المعوزين المحتجزين لدى الشرطة، فإن أي حق في الوصول إلى محامٍ في تلك المرحلة يبقى في معظم الحالات، نظرياً تماماً. 
لا توجد تقارير عن سجناء أو معتقلين سياسيين.
يوجد قضاء مستقل ونزيه في الشؤون المدنية، بما في ذلك نظام الاستئناف. هذا متاح للقضايا التي تسعى للحصول على تعويضات عن انتهاكات حقوق الإنسان.

### الحرية من التدخل التعسفي في الخصوصية أو الأسرة أو المنزل أو المراسلات
يحظر القانون النمساوي مثل هذه الأعمال، واحترمت الحكومة هذه المحظورات بصورة عامة في الممارسة العملية.

## وصلات خارجية
- «النمسا» - مداخلة منظمة العفو الدولية للمراجعة الدورية الشاملة لحقوق الإنسان (12 يوليو 2010) (بالإنجليزية)
- «النمسا» - تقرير المجموعة العاملة بشأن المراجعة الدورية الشاملة - مجلس حقوق الإنسان التابع للأمم المتحدة (18 مارس 2011) (بالإنجليزية)